# پرسی تائو
پرسی موزی تائو (انگلیسی: Percy Tau؛ زادهٔ ۱۳ مهٔ ۱۹۹۴) بازیکن حرفه‌ای فوتبال اهل آفریقای جنوبی است که به عنوان مهاجم برای باشگاه الاهلی در لیگ برتر فوتبال مصر و تیم ملی آفریقای جنوبی بازی می‌کند.
تاو دوران حرفه‌ای فوتبال خود را با تیم ماملودی سانداونز در لیگ برتر آفریقای جنوبی آغاز کرد، جایی که در ۱۰۰ بازی شرکت کرد و مدتی نیز به صورت قرضی برای ویت‌بانک اسپرز بازی کرد. او در دوران حضورش در سانداونز، دو بار قهرمان لیگ و یک بار قهرمان لیگ قهرمانان آفریقا شد و در فصل پایانی خود با این تیم، به عنوان بازیکن سال و آقای گل مشترک انتخاب شد.
تائو در سال ۲۰۱۸ به تیم برایتون اند هوو آلبیون در انگلیس پیوست، اما به دلیل مشکلات مربوط به مجوز کار، به باشگاه فوتبال یونیون سن ژیلواز در بلژیک قرض داده شد و با این تیم جایزه بهترین بازیکن فصل لیگ حرفه‌ای چلنجر را به دست آورد. عملکرد او باعث شد که به طور کوتاه‌مدت به تیم کلوب بروژ منتقل شود و در فصل بعد مدال قهرمانی لیگ را کسب کند. سپس برای سومین فصل متوالی به صورت قرضی به تیم رقیب، اندرلشت، در سال ۲۰۲۰ منتقل شد.
تائو در سال ۲۰۲۱ با قراردادی دو ساله به تیم الاهلی در لیگ برتر مصر پیوست. او در دسامبر ۲۰۲۳ به عنوان بهترین گلزن تاریخ آفریقای جنوبی در جام باشگاه‌های جهان فیفا شناخته شد، زمانی که سومین گل خود در این رقابت‌ها را به ثمر رساند.